# یوسیپ چوپ
یوسیپ چوپ (کرواتی: Josip Čop؛ زادهٔ ۱۴ اکتبر ۱۹۵۴) بازیکن فوتبال اهل یوگسلاوی بود.
از باشگاه‌هایی که در آن بازی کرده‌است می‌توان به باشگاه فوتبال واراژدین (۲۰۱۵–۱۹۳۱)، باشگاه فوتبال اشتورم گراتس، باشگاه فوتبال زاگرب، و باشگاه فوتبال هایدوک اسپلیت اشاره کرد.
وی همچنین در تیم ملی فوتبال یوگسلاوی بازی کرده‌است.